# Соболево (Білостоцький повіт)
Соболево (пол. Sobolewo) — село в Польщі, у гміні Грабівка Білостоцького повіту Підляського воєводства. До 31 грудня 2024 року село належало до гміни Супрасль.
Населення — 1230 осіб (2011).
У 1975-1998 роках село належало до Білостоцького воєводства.

## Демографія
Демографічна структура станом на 31 березня 2011 року:
|          | Загалом | Допрацездатний вік | Працездатний вік | Постпрацездатний вік |
| -------- | ------- | ------------------ | ---------------- | -------------------- |
| Чоловіки | 613     | 142                | 431              | 40                   |
| Жінки    | 617     | 130                | 393              | 94                   |
| Разом    | 1230    | 272                | 824              | 134                  |